# Рютово (Ярославская область)
Рютово — деревня Октябрьского сельского округа в Октябрьском сельском поселении Рыбинского района Ярославской области .
Деревня расположена на крутом обрыве на правом берегу Волги (высота деревни от уровня Волги — 30 м), на севере сельского поселения. На запад от Рютово, также на берегу Волги стоит село Тихвинское, отделённое прибрежным оврагом с небольшим ручейком. Ниже по течению, к востоку, за таким же оврагом — село Красное .
На 1 января 2007 года в деревне числился 1 постоянный житель . Почтовое отделение посёлка Песочное обслуживает в деревне 52 дома .

## Общественный транспорт
Действует пристань Красное с регулярным водным сообщением Рыбинск — Песочное и Рыбинск — Колхозник.